# Just Let the Sun
Just Let The Sun è il secondo singolo estratto dal secondo album da solista di Skin, Fake Chemical State. Come il precedente singolo, "Alone in My Room", questo brano è stato scritto insieme a Paul Draper dei Mansun. È il primo singolo dell'album ad essere pubblicato su supporto fisico. Ha ottenuto un grande successo in Europa.

## Tracce
1. Just Let The Sun
2. Only Vultures
3. Petrol Station Flowers

## Classifiche
| Classifica (2006) | Posizione massima |
| ----------------- | ----------------- |
| Italia            | 9                 |
| Paesi Bassi       | 51                |
| Svizzera          | 88                |